# SN 2001ag
SN 2001ag – supernowa typu II odkryta 27 marca 2001 roku w galaktyce M+08-18-09. W momencie odkrycia miała maksymalną jasność 18,20m.